# Sven Stolpe
Sven Stolpe (Stockholm, 24 août 1905-Filipstad, 26 août 1996) est un écrivain, traducteur, journaliste et critique littéraire suédois.
Il fut un intellectuel très actif et argumentait en faveur de l'internationalisme et contre l'esthétisme dans les années 1930. Il fut aussi membre de l'organisation chrétienne dite "Groupe d'Oxford", qui défendait un "réarmement moral et spirituel" et se convertit au catholicisme en 1947. 

## Œuvre
- Två generationer, 1929
- I dödens väntrum, 1930
- Livsdyrkare: studier i modern primitivism, 1931
- Con Ernst Robert Curtius: Den franska kulturen : en orientering, 1932
- Sigfrid Siwertz, 1933
- Hjalmar Söderberg, 1934
- Kristna falangen, 1934
- Diktens frihet, 1935
- Det svenska geniet och andra studier,  1935
- Kristna falangen: franska essäer. Ny samling, 1936
- Oxfordprofiler,  1938
- I smältdegeln: Inlägg och skisser, 1941
- Fem norrmän: Christopher Bruun, Eivind Berggrav, Arne Fjellbu, Ronald Fangen, Fredrik Ramm, 1942
- General von Döbeln 1942 (scénario)
- Kvinnor i fångenskap 1943  (scénario)
- En dag skall gry 1944 (scénario)
- Excellensen 1944  (scénario)
- Vi behöver varann 1944  (scénario)
- Brott och straff 1945  (scénario)
- Francois Mauriac och andra essayer, 1947
- Lätt, snabb och öm, 1947
- Änglar och demoner: karikatyrer och skisser, 1948
- Den glömda vägen, 1949
- Stefan George och andra studier, 1956
- Ungdom, 1957
- Student -23,  1958
- Från stoicism till mystik: studier i drottning Kristinas maximer,  1959
- Drottning Kristina, 1960-1961
- Klara: komedi i fem akter, 1962
- I dödens skugga 1962
- Tre franska författare: essäer om André Gide, François Mauriac, Georges Bernanos, 1963
- Dag Hammarskjölds andliga väg, 1964
- Låt mig berätta, 1970
- Låt mig berätta mer, minnen och anekdoter', 1971
- Svenska folkets litteraturhistoria, 1972
- Memoarer,  1974-1976
- Geijer : en essay, 1976
- Birgitta i Sverige och i Rom, 1976
- Tål ni höra mer? : minnen och anekdoter, 1976
- Olof Lagercrantz, 1980
- 40 svenska författare, 1980
- Livets löjen: glada minnen och bagateller, 1983
- Nikolaj Berdjajev, 1983
- Äventyr i Paris - och annorstädes : essayer av Sven Stolpe 1934-1974, 1984
- Mitt Värmland, 1985
- Jeanne d'Arc: en biografi, 1988
- Franciskus: lärjunge och diktare, 1988
- Tal till vänner, 1990